# Guido Carlesi
Guido Carlesi, né le 7 novembre 1936 à Collesalvetti (province de Livourne, Toscane) et mort le 2 octobre 2024 à Pise (Toscane), est un coureur cycliste italien des années 1950 et 1960.

## Biographie
Guido Carlesi devient professionnel en 1956 et le reste jusqu'en 1966. Il a notamment remporté des étapes sur le Tour de France et le Tour d'Italie. Surnommé « Coppino » grâce à une vague ressemblance avec Fausto Coppi, Carlesi fut un des espoirs du cyclisme italien, après sa deuxième place dans le Tour de France 1961, derrière Jacques Anquetil, et ses deux succès d'étapes.

## Palmarès
- 1955
  - Coppa Cremonini
  - 2e du Gran Premio Singer
  - 3e de Nice-Annot-Nice

- 1956
  - Coppa SAIS
  - Tour des Alpes Apuanes
  - 2e du Tour des Pays-Bas
  - 2e de la Coppa Sabatini

- 1957
  - 1re étape du Tour de Romandie
  - 2e du Tour de Romandie 
  - 3e du Grand Prix Ceramisti

- 1958
  - 13ea étape du Tour d'Espagne (ex aequo avec Jesús Loroño)
  - 13e étape du Tour d'Italie
  - 2e du Tour de Toscane 
  - 3e du Tour de Campanie 
  - 10e de Milan-San Remo

- 1959
  - Coppa Collecchio
  - 2e de Milan-Turin
  - 3e de Sassari-Cagliari
  - 8e du Tour d'Italie

- 1960
  - Tour de la province de Reggio de Calabre
  - 4e étape des Quatre Jours de Dunkerque
  - Trofeo Longines (contre-la-montre par équipes)
  - 2e de Milan-Turin
  - 3e du Tour de Toscane
  - 3e du Grand Prix de l'industrie et du commerce de Prato 
  - 6e du Tour d'Italie

- 1961
  - 3e et 4e étapes de Menton-Gênes-Rome
  - 2e étape de Rome-Naples-Rome
  - 11e et 15e étapes du Tour de France
  - 2e du Tour de France
  - 5e du Tour d'Italie
  - 8e du Super Prestige Pernod

- 1962
  - 1re étape du Tour de Sardaigne
  - Sassari-Cagliari
  - 4e étape de Paris-Nice
  - Tour de Toscane
  - 13e et 21e étapes du Tour d'Italie
  - 2e du championnat d'Italie de cyclisme sur route
  - 3e du Tour du Latium
  - 7e de Milan-San Remo
  - 9e du Tour d'Italie
  - 10e de Paris-Roubaix

- 1963
  - Grand Prix Cemab à Mirandola
  - 4e et 20e étapes du Tour d'Italie
  - 8e du Tour d'Italie
  - 10e du Tour de Romandie

- 1964
  - 2e du Tour de la province de Reggio de Calabre
  - 3e de Sassari-Cagliari
  - 3e du Tour du Piémont

- 1965
  - 2e et 11e étapes du Tour d'Italie
  - 3e et 7e étapes du Tour de Suisse

- 1966
  - 2e du Tour des Trois Provinces

## Résultats sur les grands tours

### Tour de France
4 participations :
- 1961 : 2e, vainqueur des 11e et 15e étapes
- 1962 : 19e
- 1963 : abandon (14e étape)
- 1966 : hors délais (16e étape)

### Tour d'Italie
9 participations :
- 1957 : 23e
- 1958 : 31e, vainqueur de la 13e étape
- 1959 : 8e
- 1960 : 6e
- 1961 : 5e
- 1962 : 9e, vainqueur des 13e et 21e étapes
- 1963 : 8e, vainqueur des 4e et 20e étapes
- 1964 : 11e
- 1965 : 36e, vainqueur des 2e et 11e étapes

### Tour d'Espagne
1 participation :
- 1958 : abandon (14e étape), vainqueur de la 13ea étape.